# Damparan Haunatas
Damparan Haunatas is een bestuurslaag in het regentschap Tapanuli Selatan van de provincie Noord-Sumatra, Indonesië. Damparan Haunatas telt 867 inwoners (volkstelling 2010).